# Cosquín
Cosquín ist die Hauptstadt des Departamento Punilla in der Provinz Córdoba in Zentral-Argentinien.

## Lage und Beschreibung
Die Stadt liegt im Punilla-Tal am Río Cosquín, am Fuß des Cerro Pan de Azúcar in den Sierras de Córdoba und hat heute 25.000 Einwohner, mitsamt den mit dem Stadtgebiet zusammengewachsenen Vororten Villa Bustos, Santa María de Punilla und Bialet Massé, mit denen Cosquín eine Kommunalgemeinschaft bildet, sind es etwa 40.000.
Die Stadt ist vor allem wegen ihrer Lage in einer lieblichen Mittelgebirgslandschaft, der Nähe zur Millionenstadt Córdoba sowie wegen ihrer Festivals ein bedeutendes Fremdenverkehrszentrum. Das berühmteste Folklore-Festival Argentiniens findet hier jedes Jahr Ende Januar statt, auf dem nicht nur argentinische Stars, sondern auch Berühmtheiten anderer Länder Lateinamerikas auftreten. Anfang Februar folgt das größte Open-Air-Rockfestival Argentiniens, Cosquin Rock (80.000–120.000 Besucher), und wenige Tage später das neuere Cosquín Cuarteto, das größte Festival der Musikrichtung Cuarteto landesweit.

## Das Festival Folclórico de Cosquín (Folklore-Festival)

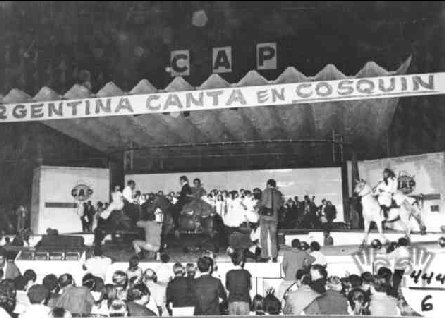
Die Bühne, benannt nach Atahualpa Yupanquis beim Festival 1979.

Zum ersten Mal fand das Festival mit dem Eröffnungsruf „Aquííí Cosquíííínnnn“ (Hier Cosquín) vom 21. bis 29. Januar 1961 auf die Initiative einiger Bürger statt, die in den Sommerferien eine touristische Attraktion begründen wollten. Die neun Veranstaltungstage werden Las nueve lunas de Cosquín (Die neun Monde) genannt. Das Festival löste eine Erneuerung der argentinischen und lateinamerikanischen Folklore-Musik aus. Dazu trug bei, dass unter anderen der einflussreiche Radiosender Belgrano de Buenos Aires ab 1962 das Festival live übertrug. Der Erfolg ließ schon 1963 den Staatspräsidenten José María Guido die letzte Januarwoche zur Nationalen Folklorewoche erklären. 1972 wurde die Bühne nach Atahualpa Yupanqui benannt, der 1969 den ersten Preis gewonnen hatte. Seit 1984 wird das Festival in Teilen auch im Fernsehen live übertragen. 2001 wurde die Bühne erneuert und durch eine 50 m breite und 830 m² große Drehbühne ersetzt, um den Wechsel der Musiker zu beschleunigen. Rund 10.000 Zuschauer finden in dem Gebäude Platz.
Bei dem Festival traten zahlreiche auch international erfolgreiche Musiker auf, unter anderen Mercedes Sosa, Los Cantores Del Alba, Los Chalchaleros, Ramona Galarza, Los de Salta, Gustavo Cuchi Leguizamón, Antonio Tormo und Soledad Pastorutti.